# Zviahelskyi (huyện)
Huyện Zviahelskyi (tiếng Ukraina: Звягельський район, chuyển tự: Zviahelskyi raion) là một huyện của tỉnh Zhytomyr thuộc Ukraina. Huyện Zviahelskyi có diện tích 5256,6 kilômét vuông, dân số theo 2020 là 164177 người, dân số theo điều tra dân số ngày 5 tháng 12 năm 2001 là 52131 người với mật độ 25 người/km². Trung tâm huyện nằm ở Zviahel.